# There Goes a Tenner
〈There Goes a Tenner〉는 잉글랜드의 싱어송라이터 케이트 부시의 노래이다. 같은 해에 발매된 부시의 네 번째 정규 음반 《The Dreaming》의 세 번째 싱글로, 1982년 11월 1일 EMI 레코드를 통해 영국과 아일랜드에서 발매됐다.

## 배경
〈There Goes a Tenner〉는 라디오나 텔레비전의 관심을 받지 못했다. 그로 인해 싱글이 잘 판매되지 않았으며, 영국 싱글 차트에서 93위를 기록해 부시의 싱글 중 처음으로 영국 차트에서 상위 75위에 진입하지 못한 싱글이 됐다. 원래 부시의 첫 12인치 싱글로 발매될 계획이었으나, 예상보다 좋지 않은 판매량으로 계획은 취소됐다.

## 평가
싱글 발매 당시 잡지 스매시 히츠에서 평론가로 활동했던 닐 테넌트는 “매우 이상하다”라고 노래를 언급했다.

## 참여진
- 케이트 부시 – 피아노, 페어라이트 CMI, 야마하 CS-80, 보컬
- 델 파머 – 베이스 기타
- 스튜어트 엘리엇 – 드럼
- 데이브 로슨 – 싱클라비어